# Limfopoesi
La limfopoesi (en anglès: Lymphopoiesis o lymphocytopoiesis) és la generació de limfòcits els quals són un dels cinc tipus de cèl·lules blanques sanguínies (WBC). De manera més formal es coneix com a hematopoesi limfoide.
La patologia en la limfopoesi condueix a diversos trastorns limfoprolferatius com el limfoma i la leucèmia limfoide.

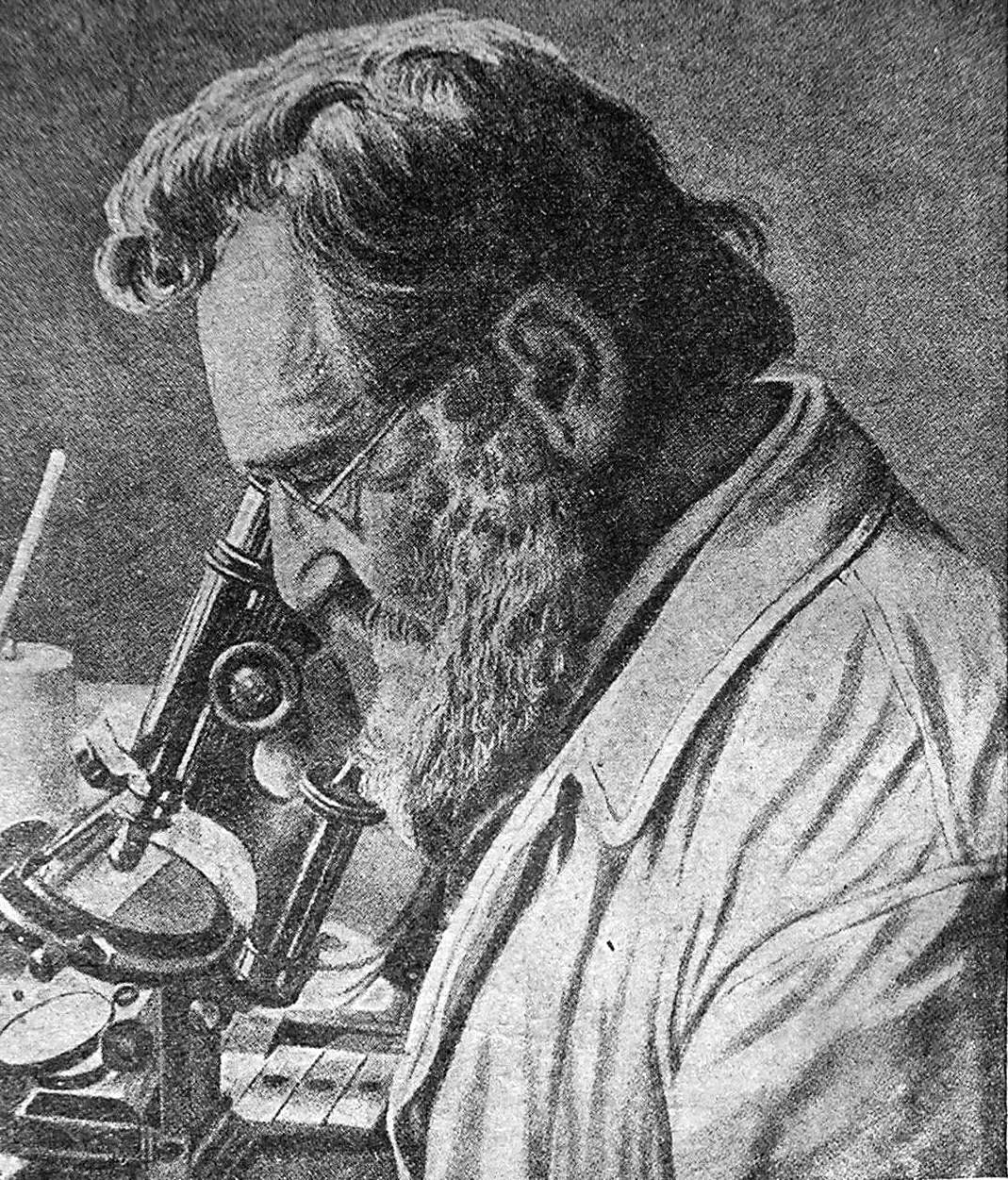
El pioner en la immunologia Elie Metchnikoff

La mielopoesi es refereix a la 'generació de cèl·lules del llinatge mieloide' i l'eritropoesi es refereix a la 'generació de cèl·lules del llinatge eritroide', etc.,per tant, l'ús paral·lel ha evolucionat a dir que la limfopoesi es refereixi a la 'generació de cèl·lules del llinatge limfoide'.
La limfopoesi és absolutament necessària per a la vida. Els limfòcits madurs són una part crítica del sistema immunològic que (amb l'excepció de les cèl·lules memòria i cèl·lules T) tenen una vida curta mesurada en dies o setmanes i s'han de generar de manera contínua per divisió cel·lular i diferenciació a partir de cèl·lules com les cèl·lules progenitores (CLPs) en ratolí. Quan falla aquest sistema, el cos queda en gran part indefens davant les infeccions.

## Procés
La limfopoesi comença des d'una cèl·lula mare hematopoètica pluripotent, que gràcies a l'acció de les interleucines, en concret la Interleucina 7, s'especialitza en teixit limfoide, el qual a la vegada per acció de la interleucina 3 i la interleucina 4 s'especialitzen en les de limfòcit T i limfòcit B, respectivament.

## Imatges addicionals
Vistes alternades de llinatges

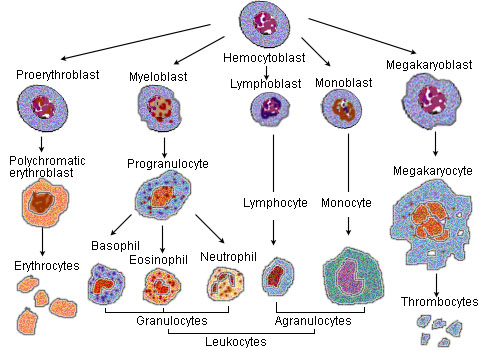
Llinatge de les cèl·lules sanguínies
Vista esquemàtica. Llinatges ben definits.
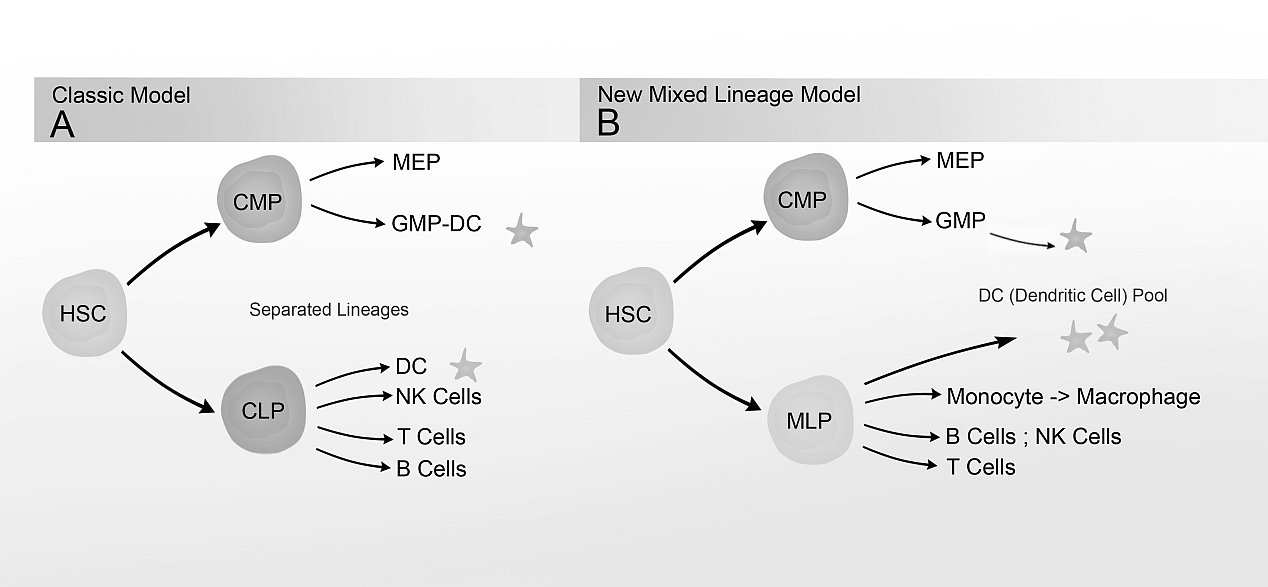
Comparació dels models de llinatges nous i antics.